# ندر ویتکر
ندر ویتکر (به انگلیسی: Nether Whitacre) یک روستا و محله مدنی در بریتانیا است که در شمال وارویکشر واقع شده‌است. ندر ویتکر ۹۴۷ نفر جمعیت دارد.